# 1437
1437 (MCDXXXVII) var ett normalår som började en tisdag i den julianska kalendern.

## Händelser

### Januari
- 17 januari – Erik Pukes uppror besegrar den svenska regeringsmakten i slaget i Hällaskogen.
- 22 januari
  - Stillestånd sluts mellan Erik Pukes upprorshär och regeringsmakten i Skultuna.
  - Erik Puke avrättas och därmed tar hans uppror slut. Ungefär samtidigt slås upproret i Östergötland ner.

### Februari
- 21 februari – Sedan Jakob I har avlidit denna eller föregående dag efterträds han som kung av Skottland av sin 6-årige son Jakob II.

### April
- 23 april – Erik av Pommern utfärdar ett brev, där Malmö får sitt stadsvapen.

### Sommaren
- Sommaren
  - Ett antal danska kapare vid namn Fleming intar och överrumplar Raseborgs slott. Man bestämmer sig för att infånga dem, men de hinner fly.
  - Ett uppror utbryter i Dalarna.

### Hösten
- Hösten – Ett uppror utbryter i Värmland.

### Okänt datum
- Johannes Rosenrod utför sina berömda kyrkmålningar, föreställande heliga Birgitta hos påven, i Tensta kyrka.

## Födda
- Elisabet Woodville, drottning av England 1464–1470 och 1471–1483 (gift med Edvard IV) (född omkring detta år)

## Avlidna
- 3 januari – Katarina av Valois, drottning av England 1420–1422 (gift med Henrik V)
- 22 januari – Erik Puke, svenskt riksråd och bondeledare (avrättad)
- 20 eller 21 februari – Jakob I Stuart, kung av Skottland sedan 1406
- 10 juni – Johanna av Navarra, drottning av England 1403–1413 (gift med Henrik IV)